# Tejano
Tejano (wym. tehano) – termin określający mieszkańca Teksasu, pochodzenia meksykańskiego. Obejmuje przejawy kulturowe w języku, literaturze, sztuce, muzyce i kuchni. Terminem powiązanym, ale nie synonimicznym, jest przymiotnik Tex-Mex.
Zapożyczenie od hiszpańskiego przymiotnika tejano lub (rodzaj żeński) tejana. Podstawa słowotwórcza – Tejas (wym. tehas), hiszpańska nazwa Teksasu.  Forma żeńska to Tejana, a liczba mnoga Tejanos/as.
Termin używany od początku XIX w. Miewał różne odcienie znaczeniowe, np. Miguel Ramos Arizpe, autor meksykańskiej konstytucji z 1824, w liście do rady miasta Bexar użył terminu Tejanos w odniesieniu do mieszkańców Teksasu.